# Юрмыс (деревня)
Юрмыс — деревня в Шалинском районе Свердловской области России. Входит в Шалинский муниципальный округ.
Ранее деревня входила в состав Шалинского поссовета Шалинского района.

## География
Деревня Юрмыс расположена в 16 километрах к западо-юго-западу от посёлка Шаля (в 20 километрах по дорогам), в лесной местности, в истоке реки Юрмыс (правого притока Вогулки). 

## Население
| 2002 | 2010 | 2021 |
| ---- | ---- | ---- |
| 18   | ↗31  | ↘17  |

## Инфраструктура
Личное подсобное хозяйство.